# Wapen van Sassenheim

Het wapen van Sassenheim

Het wapen van Sassenheim werd op 24 juli 1816 bij besluit van de Hoge Raad van Adel aan de Zuid-Hollandse gemeente Sassenheim bevestigd. Op 1 januari 2006 is de gemeente samen met Warmond en Voorhout opgegaan in de gemeente Teylingen, waardoor het wapen niet langer officieel gebruikt wordt. In het wapen van Teylingen zijn geen elementen uit het wapen van Sassenheim opgenomen.

## Blazoenering
De blazoenering van het wapen van Sassenheim luidt als volgt:
Van goud, beladen met vier banden van keel.
De heraldische kleuren in het wapen zijn goud (geel) en keel (rood). Het schild is gedekt met een markiezenkroon van vijf bladeren.

## Geschiedenis
Het wapen is gelijk aan dat van het uitgestorven geslacht Van Sassenheim (of Sassem). Historisch zou de kroon op het wapen volgens Sierksma niet juist zijn; dit zou een gravenkroon behoren te zijn.